# Thysanoplusia orichalcea
Thysanoplusia orichalcea är en fjärilsart som beskrevs av Fabricius 1775. Thysanoplusia orichalcea ingår i släktet Thysanoplusia och familjen nattflyn. Inga underarter finns listade i Catalogue of Life.

## Bildgalleri

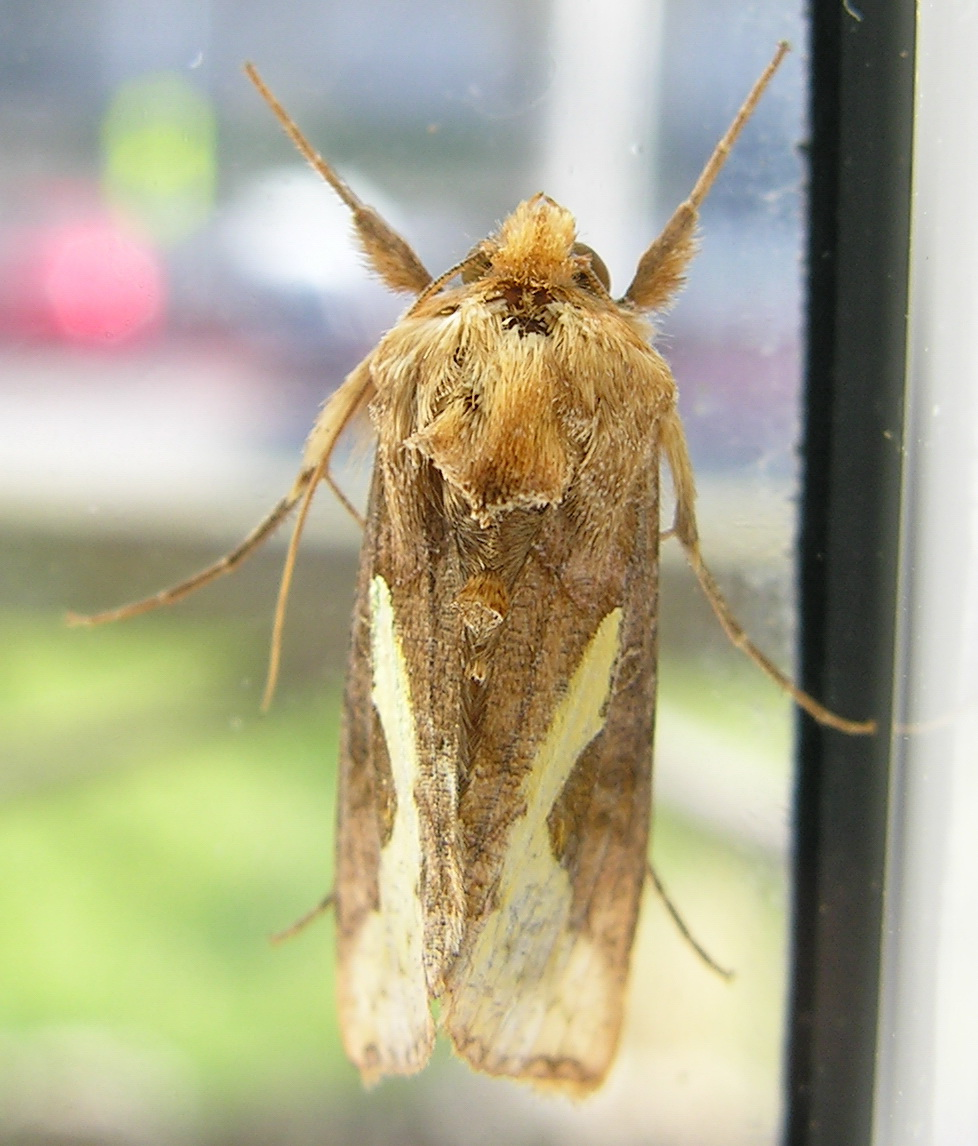
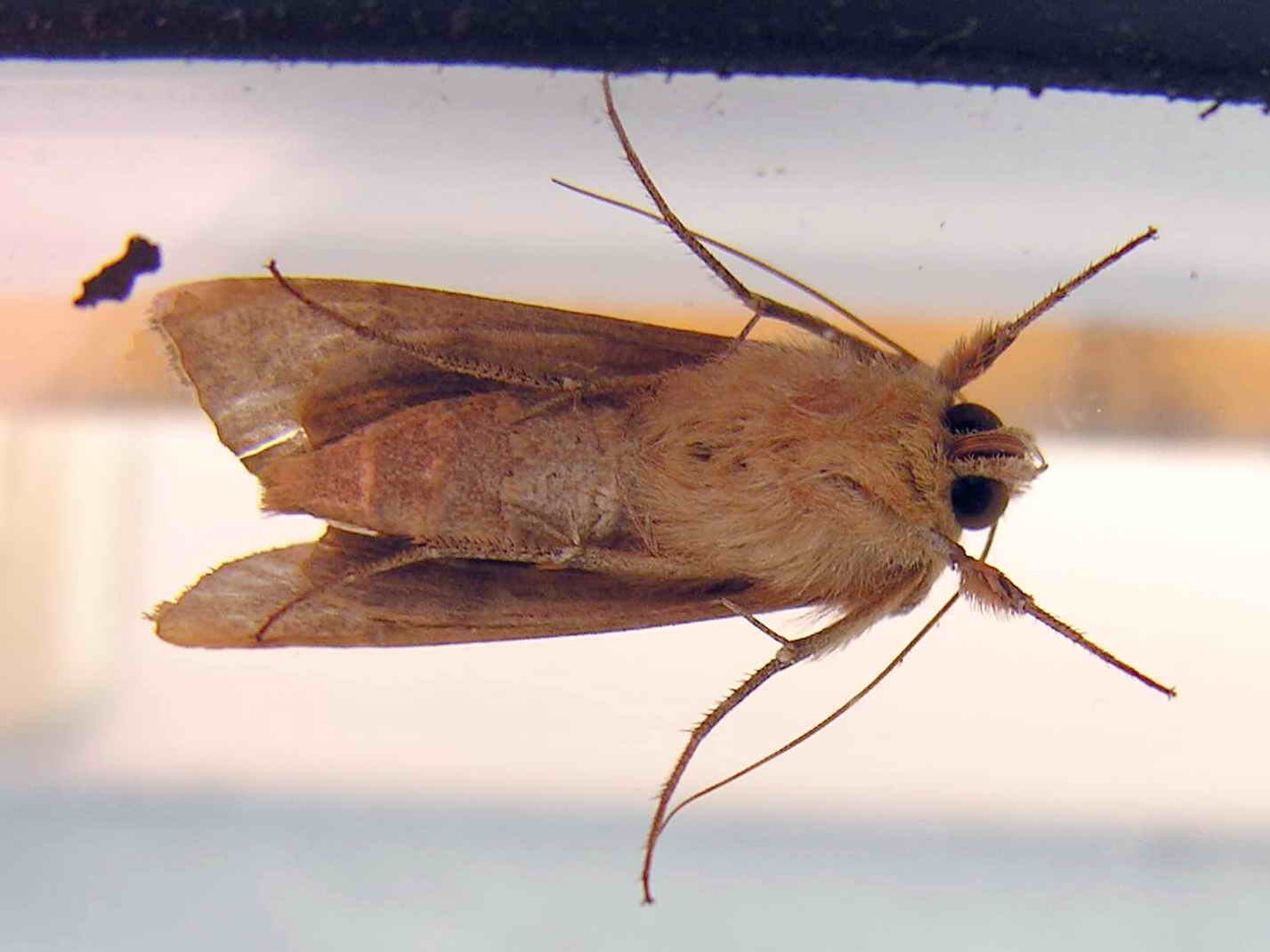
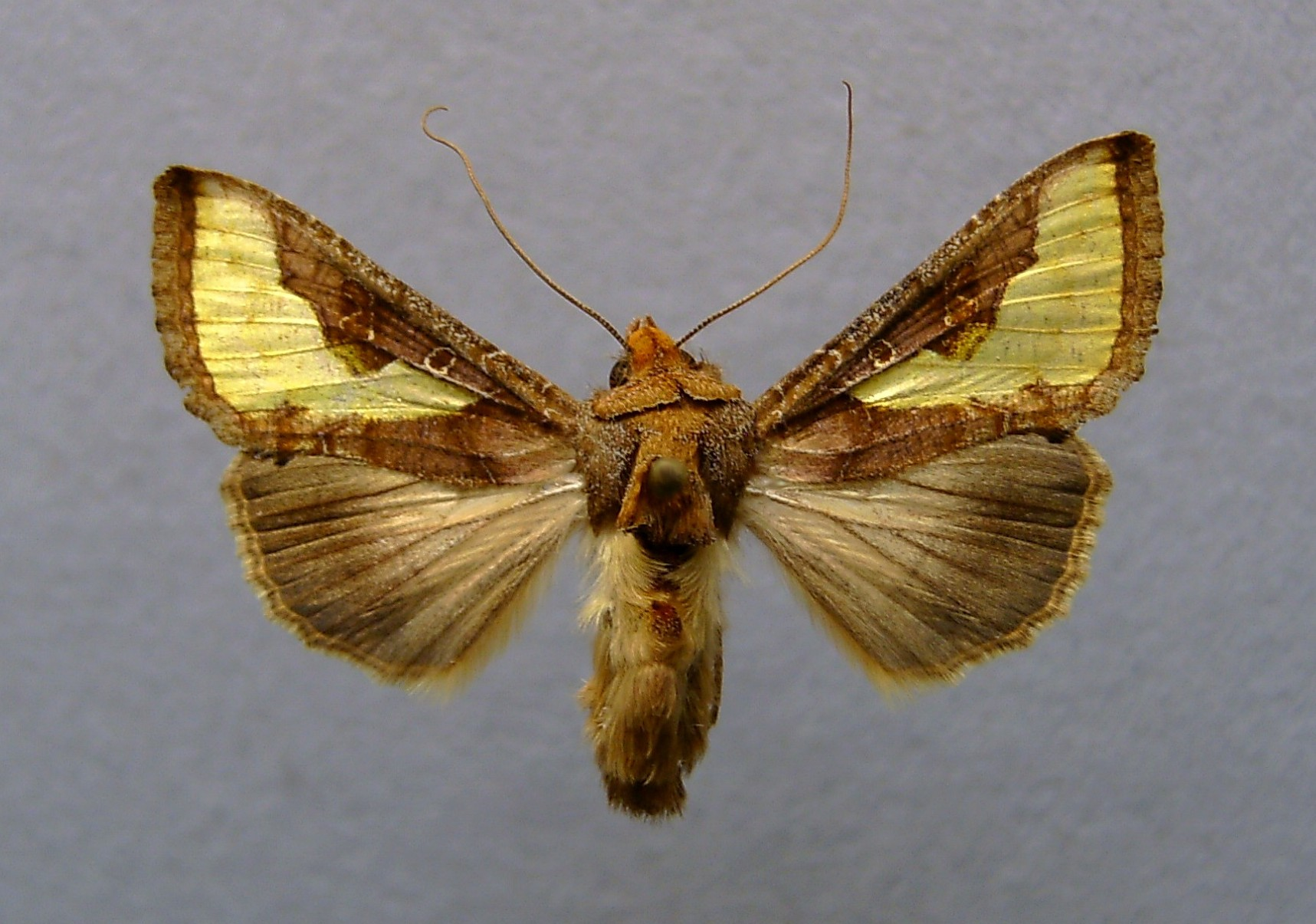
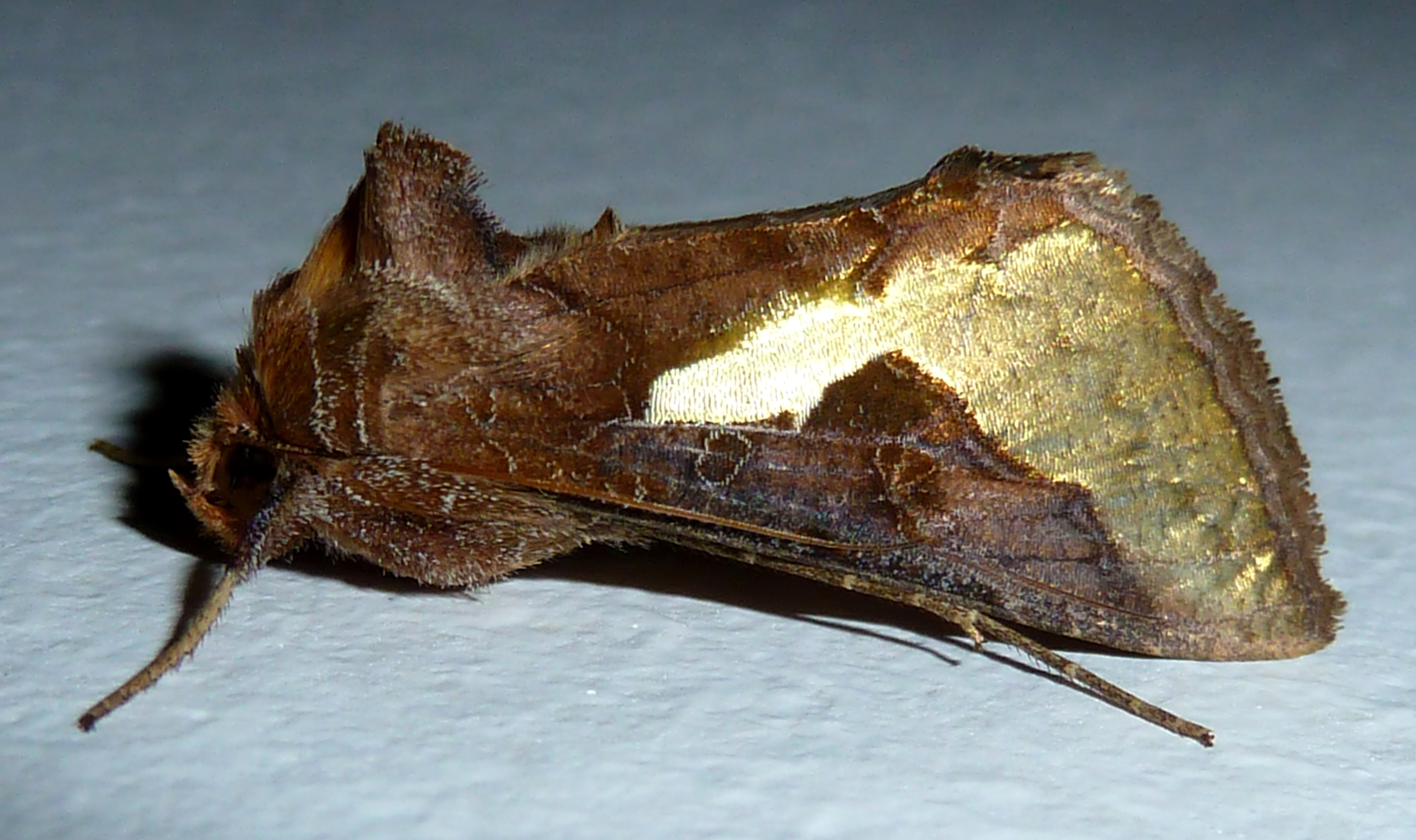
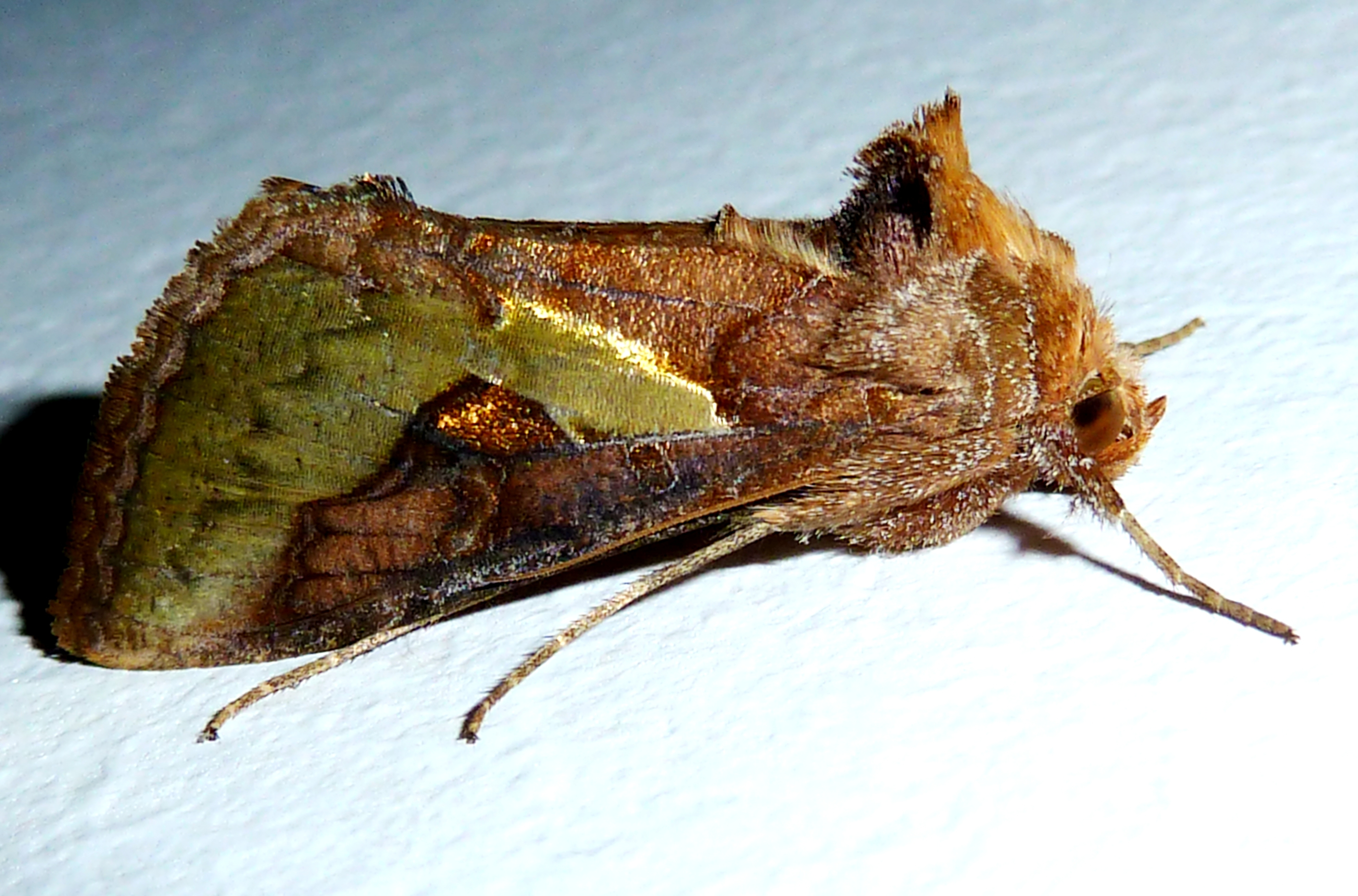
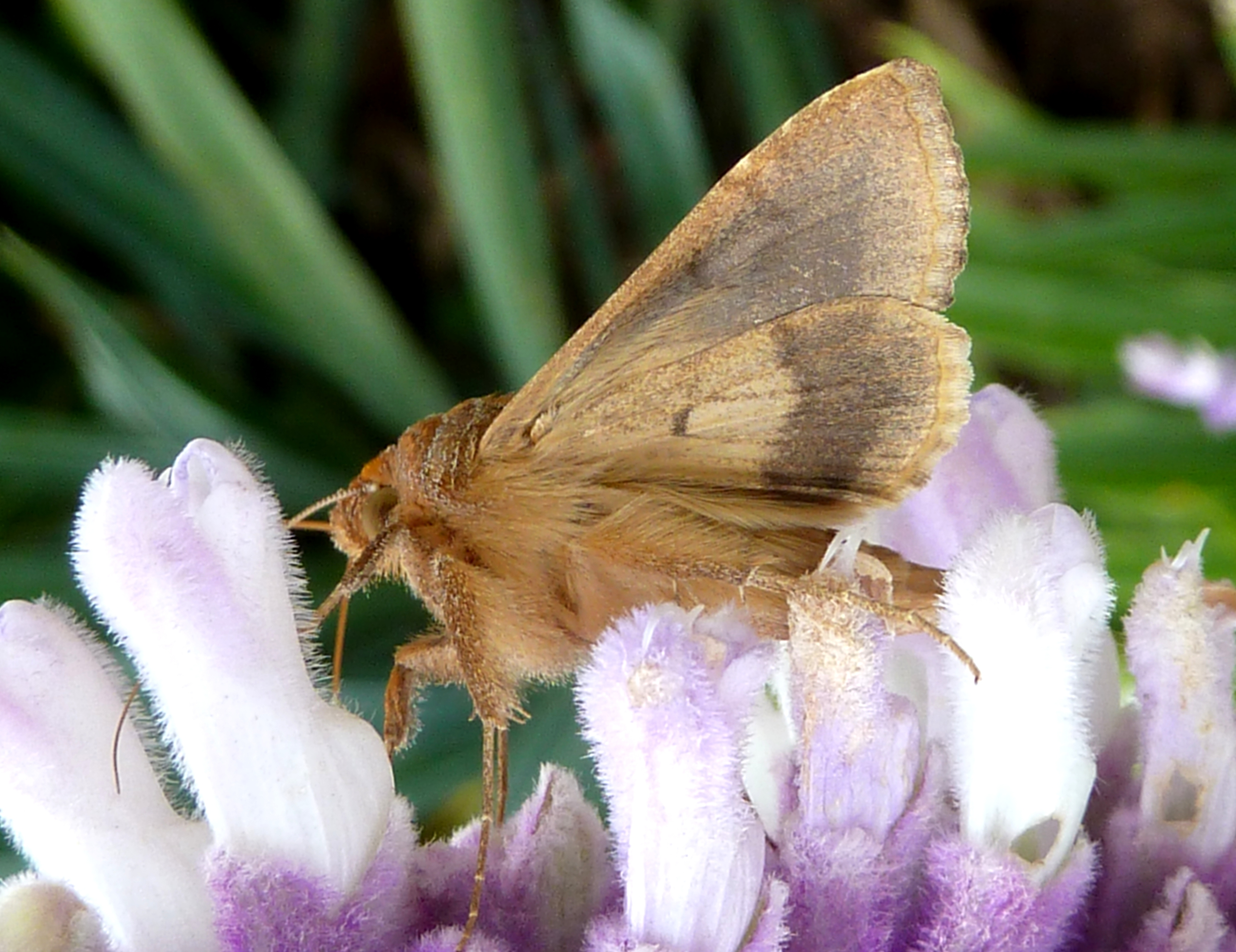